# Ерік Святченко
Ерік Сергійович Святченко (дан. Erik Sviatchenko, нар. 4 жовтня 1991, Віборг) — данський футболіст українського походження, захисник клубу «Мідтьюлланн», син художника  Сергія Святченка.

## Клубна кар'єра
Син українського художника Сергія Святченка. 1990 року батьки Еріка переїхали з Радянського Союзу до Данії. Народився 4 жовтня 1991 року в місті Віборг. Вихованець юнацьких команд футбольних клубів «Віборг», «Гоулкер», «Сендермаркен», «Віборг» та «Мідтьюлланн».
У дорослому футболі дебютував 2009 року виступами за команду клубу «Мідтьюлланн», кольори якої захищав до 2015 року. У січні 2016 року став гравцем клубу «Селтік», з яким підписав контракт на 4,5 роки. В січні 2018 був відданий у оренду «Мідтьюлланну», який після завершення сезону викупив контракт футболіста. Угода підписана терміном на 4 роки.

## Виступи за збірні
У 2009 році дебютував у складі юнацької збірної Данії, взяв участь у 8 іграх на юнацькому рівні, відзначившись 1 забитими голами.
У 2010 році залучався до складу молодіжної збірної Данії. На молодіжному рівні зіграв у 11 офіційних матчах, забивши 2 м'ячі.
У 2015 році дебютував у складі національної збірної Данії.

## Титули й досягнення

### Командні
- Чемпіон Данії (3):

«Мідтьюлланн»:  2014–15, 2017–18, 2019–20
- Чемпіон Шотландії (2):

«Селтік»:  2015–16, 2016–17
- Володар Кубка шотландської ліги (2):

«Селтік»: 2016–17, 2017–18
- Володар Кубка Шотландії (1):

«Селтік»: 2016–17
- Володар Кубка Данії (2):

«Мідтьюлланн»: 2018–19, 2021–22